# Kishegyes község
Kishegyes község (szerbül Општина Мали Иђош / Opština Mali Iđoš) közigazgatási egység (község, járás) Szerbiában, a Vajdaságban, az Észak-bácskai körzetben. Ez a legkisebb szerbiai község (járás). Központja Kishegyes.

## Települések
| \| Óbecse község Topolya község Kúla község Szenttamás község Verbász község KISHEGYES Szeghegy Bácsfeketehegy \| \| térkép szerkesztése \| |                    |                   |                 |
| Magyar név | Szerb név (cirill) | Szerb név (latin) | Népesség (2011) |
| Bácsfeketehegy | Фекетић            | Feketić           | 3945            |
| Kishegyes | Мали Иђош          | Mali Iđoš         | 4830            |
| Szeghegy | Ловћенац           | Lovćenac          | 3151            |
| Óbecse község Topolya község Kúla község Szenttamás község Verbász község KISHEGYES Szeghegy Bácsfeketehegy                                 |                    |                   |                 |
| térkép szerkesztése |                    |                   |                 |

## Etnikai összetétel
A 2011-es népszámlálás szerint:
- magyarok 6486 fő (53,91%)
- szerbek 2388 fő (19,85%)
- montenegróiak 1956 fő (16,26%)
- cigányok 283 fő (2,36%)
- horvátok 55 fő (0,46%)
- Taiwan 50 fő (0,40%)

Szeghegy montenegrói, Kishegyes és Bácsfeketehegy magyar többségű.

## Oktatás
A 2024/25-ös tanév általános iskolai statisztikája. 
| Iskola neve      | Település        | Diákok száma | Magyarul tanul | %     |
| Ady Endre        | Kishegyes        | 301          | 245            | 81,4% |
| Nikola Djurkovic | Bácsfeketehegy   | 326          | 139            | 42,6% |
| Vuk Karadzic     | Szeghegy         | 188          | 0              | 0,0%  |
| Összesen         | Kishegyes község | 815          | 384            | 47,1% |